# Ардуини
Ардуините (на италиански: Arduini o Arduinici) е род от франкски произход, управлявал през Средновековието Графство Ауриате, Маркграфство Торино и Суза, Маркграфство Албенга и Маркграфство Ивреа. От тях по майчина линия произхожда кралят на Италия Ардуин от Ивреа.

## История
Те произлизат от франкския благородник и рицар Ардуин (Arduin, Hardouin), вероятно произхождащ от Неустрия. Според Chronicon Novaliciense неговите синове Рожер и Ардуин идват в Италия през 888 г., следвайки Гуидо II Сполетски, и са посрещнати от Рудолф, граф на Ауриате, чиито васали стават. След смъртта на Рудолф през 902 или 905 г. Рожер се жени за неговата вдовица, получавайки титлата „граф на Ауриате“.
Най-малкият син на Рожер, Ардуин III Глабер († 976/977) получава от крал Хуго I през 942 г. Графство Торино. По-късно Ардуин III се издига до първи маркграф на Торино (964 – 977). Това става благодарение на крал Беренгар II, когато последният, през 951 г., реорганизира марките след възкачването си на престола, или като награда за прогонването на сарацините от Фресине (Ла Гард Френе) от Вал ди Суза между 940 и 950 г. Правомощията на Ардуин III тогава се простират от Торино до цялата Вал ди Суза, както и над двете графства Ауриате и Албенга, и с вероятност над графства Вентимиля, Бредуло и Алба. След смъртта му неговият първороден син Манфред I († 1001) е втори маркграф на Торино и остава на поста до смъртта си.  
Една от трите дъщери на Ардуин III Глабер се омъжва за Дадон, граф на Помбия, от когото ражда Ардуин от Ивреа ( * ок. 955, † 1015) –  маркграф на Ивреа (ок. 989 – 999) и крал на Италия (1002 – 1014). През 1002 г., със смъртта на Ото III, Ардуин е провъзгласен за крал на Италия, но се противопоставя на император Хайнрих II. Императорът, който първоначално е победен, накрая успява да победи Ардуин и след това да му отнеме титлата.  
Оделрик Манфред II (* 992, † 1034), син на Манфред I, е трети маркграф на Торино и Суза през 1000 – 1034 г. Той довежда Ардуините в Торино до най-голямата им мощ. Отначало властва на Маркграфство Торино. След това, след смъртта на крал Ардуин (1015 г.), поема управлението на Ивреа заедно със синовете на починалия крал (1016 г.), като по този начин разширява властта си на маркграф и върху Маркграфство Ивреа. Огромното му семейно състояние не е по-малко от политическите му правомощия. 
Най-голямата дъщеря на Оделрик Манфред, Аделхайд от Суза (* 1010/1016 или 1020 1016, † 1091), е маркграфиня на Торино/Суза (1034 – 1091) и чрез бракове херцогиня на Швабия (1037 – 1038), маркграфиня на Монферат (1042 – 1045) и графиня на Савоя (1046 – 1057), както и графиня-регент на Савоя (1051 – 1091). Италианската линия на Савойската династия произхожда от брака й през 1046 г. с Ото I, син на Хумберт I Белоръки. Аделхайд е доминираща фигура повече от петдесет години в историята на Северна Италия. Нейната дъщеря Берта Савойска се омъжва през 1066 г. за бъдещия император Хайнрих IV и става майка на крал Конрад II и на император Хайнрих V. Така Ардуините се сродяват със Салическата династия. 
Петър I Савойски († 1078) наследява баща си Ото I Савойски в Маркграфство Торино през 1058 г. и като такъв председателства, заедно с майка си Аделхайд от Суза, мирния договор в Камбиано. Наследен е за кратко от брат си Амадей II Савойски († 1080). Маркграфство Торино след това премина към зетя на Петър, Фридрих от Монбелиар. Но в действителност, през всичките тези години и до смъртта си, истинският и велик вдъхновител на политиката на семейството продължава да бъде Аделхайд, която знае как да съчетае своята преданост към Рим и към папата с привързаността си към своя зет Хайнрих IV. Тя присъства, заедно с дъщеря си Берта, императрицата, на срещата между Григорий VII и Хайнрих IV в Каноса и в този конфликт между папата и императора умее да се държи с такава мъдрост, че да получи похвала както от църковни писатели, така и от тези от имперската страна. 